# Филиппова, Надежда Алексеевна
Надежда Алексеевна Филиппова — советский хозяйственный и государственный деятель, Герой Социалистического Труда.

## Биография
Родилась в 1926 году в деревне Гадиловичи. Член КПСС.
Окончила среднюю сельскохозяйственную школу по подготовке председателей колхозов в городе Гомель.
В 1944—1951 — звеньевая колхоза «Чирвоная Дуброва» Рогачёвского района Гомельской области Белорусской ССР.
В 1954—1956 — агроном при Городецкой машинно-тракторной станции.
В 1956—1977 — агроном, бригадир полеводческой бригады колхоза «Советская Белоруссия» Рогачёвского района Гомельской области Белорусской ССР.
Указом Президиума Верховного Совета СССР от 27 июня 1950 года за получение высоких урожаев кок-сагыза при выполнении планового сбора урожая и сдачи государству корней и кондиционных семян кок-сагыза присвоено звание Героя Социалистического Труда с вручением ордена Ленина и золотой медали «Серп и Молот».
Депутат Верховного Совета Белорусской ССР 3-го созыва. Делегат XXV съезда КПСС.
Умерла в 1990 году.

## Награды и звания
- Герой Социалистического Труда (27.06.1950)
- Орден Ленина (27.06.1950; 03.07.1951)
- Орден Трудового Красного Знамени (31.05.1952)